# Ящултово
Ящултово (пол. Jaszczółtowo) — село в Польщі, у гміні Роєво Іновроцлавського повіту Куявсько-Поморського воєводства.
Населення — 112 осіб (2011).
У 1975-1998 роках село належало до Бидгощського воєводства.

## Демографія
Демографічна структура станом на 31 березня 2011 року:
|          | Загалом | Допрацездатний вік | Працездатний вік | Постпрацездатний вік |
| -------- | ------- | ------------------ | ---------------- | -------------------- |
| Чоловіки | 61      | 13                 | 47               | 1                    |
| Жінки    | 51      | 10                 | 32               | 9                    |
| Разом    | 112     | 23                 | 79               | 10                   |